# Irja Rane
Irja Rane, född 7 oktober 1946 i Ikalis, är en finländsk författare. 
Rane, som är filosofie magister, verkade 1980–1998 som sekreterare i statens litteraturkommission och var 2000–2003 länskonstnär i Mellersta Finlands län. Hennes sparsmakade prosa når en höjdpunkt i den historiska romanen Naurava neitsyt (1996), som belönades med Finlandiapriset. Det är en text som rör sig på flera tidsplan med paralleller mellan 1300-talets Frankrike och 1930-talets Tyskland. Myter, drömmar och legender vävs in i handlingsmönstret på ett suggestivt sätt. Barndomsbilder av smärta och utsatthet präglar romanen Talvipuutarha (1998).